# Demiurg

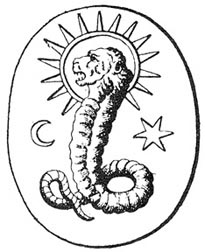
Hadí božstvo s hlavou lva z gnostického amuletu má představovat demiurga.

Demiurg (řec. démiurgos, umělec, řemeslník) je v Platónově dialogu Timaios jakýsi architekt, který buduje Vesmír podle vzoru světa idejí. V novoplatonismu metafyzická postava, syn Moudrosti, prostředník mezi dokonalým Bohem a hmotným světem.

## Původ slova
Řecké démiurgos (od démos, lid a ergon, dílo) původně znamenalo jak řemeslníka, tak také umělce – člověka, který veřejně vystupuje a vykonává veřejnou službu, jako například lékař nebo zpěvák. Později znamenalo i výrobce a řemeslníka, ale také správce veřejných záležitostí. V Platónově mýtu je to tvůrce, který ovšem netvoří sám, nýbrž podle daného vzoru.

## Timaios
V dialogu Timaios Platón vypráví mýtus o původu světa, kde hraje hlavní roli demiurg. Je to jakýsi vrchní stavitel Vesmíru, který tak zhmotňuje vzor, jak jej vidí ve věčných idejích. Tak například čas, který vznikl současně s Vesmírem, je podle Timaia „pohyblivý obraz věčnosti“.

## Novoplatonismus
Na Timaiův mýtus navázal Plótinos i pozdější hermetické spisy, které vznik světa představují jako proces emanace, v němž demiurg zastává roli prostředníka mezi Bohem a hmotným světem. V řecké Bibli (Septuagintě) se slovo nevyskytuje, protože představa démiurga odporuje biblické představě Božího stvoření slovem (Gn 1, 1 (Kral, ČEP)). Jednou se vyskytuje v Listu Židům (Žd 11, 10 (Kral, ČEP)), kde se ovšem užívá jako metafora o Stvořiteli, v Plotinově významu hraje významnou roli v díle Filóna Alexandrijského. Podobná představa se vyskytuje i v kabale a později znovu ožila v humanismu i v německém romantismu.

## Křesťanství
Pro některé křesťanské sekty, jako byli markionité nebo paulikiáni, obecně považované za heretické kvůli svému dualistickému pohledu na svět, byl demiurg představitelem zla, stvořitelem současného viditelného světa a protikladem ducha dobra.